# Paula Modersohn-Becker
Paula Modersohn-Becker (født Becker 8. februar 1876 i Dresden-Friedrichstadt i Tyskland ; død 21. november 1907 i Worpswede) var en tysk maler og repræsentant for den tidlige ekspressionisme.
Hun stiftede i Paris bekendtskab med van Goghs malerier.
Familien flyttede 1888 til Bremen; 1892 boede hun syv måneder hos en faster i England og fik sin første tegneundervisning på St John's Wood Art School (en).
1893-95 uddannede hun sig efter farens ønske til lærer på et seminarium i Bremen og tog desuden male- og tegnetimer hos Bremen-maleren Bernhard Wiegandt.
I Berlin deltog hun 1896 i et kusus ved "Vereins der Berliner Künstlerinnen und Kunstfreundinnen",
og kom 1897 til kunstnerkolonien i landsbyen Worpswede nordøst for Bremen, hvor hun mødte maleren Otto Modersohn som hun giftede sig med i 1901.
Paula Modersohn-Becker var i Paris flere gange i det nye århundrede og tog indtryk af avantgarden dér, Cézanne, Gauguin og van Gogh.
1907 døde hun af emboli kort efter datteren Mathildes fødsel, 31 år gammel.
En lokal kaffegrossist Ludwig Roselius engagerede 1924 arkitekten Bernhard Hoetger til et museum for Paula Modersohn-Becker som stod færdigt 1927, 'Paula Modersohn-Becker Museum' (de).
| - Paula Modersohn-Becker portrætteret - Foto ca. 1904 - Selvportræt ca. 1898 - Selvportræt 1906 - Selvportræt med ravkæde 1906 - Med kameliagren 1906/7 - Selvportræt 1906/7 - Med barn kort før hun 1907 døde af emboli |

| - Værker af Paula Modersohn-Becker - Landskab ved Worpswede, 1900 - Ung pige, o. 1901 - Børn med lanterner, 1901 - Pige i birkeskov, o. 1903 - Pige med gæs ved en dam, 1903 - Pige med kanin, 1905 - Stilleben med gul kande, 1905 - Bebudelsen, ca. 1905 - Clara Rilke-Westhoff, 1905 - Rainer Maria Rilke, 1906 - Liggende mor og barn, ver. II er fra 1906 - Knælende mor med barn, 1906 - Nøgent barn med guldfiskeskål, 1906/7 |